# Justin Hires
Justin Hires, né le 24 juin 1985 à St. Petersburg (Floride) aux États-Unis, est un acteur américain. 
Justin Hires est connu pour avoir interprété le rôle du détective James Carter dans la série télévisée Rush Hour. Il joue également le rôle de Wilt Bozer dans le reboot de la série MacGyver.

## Filmographie
- 2012-2015 : Key & Peele : plusieurs rôles
- 2016–2021 : MacGyver : Wilt Bozer[2]
- 2016 : Rush Hour : détective James Carter[3]